# Microphthalmus tyrrhenicus
Microphthalmus tyrrhenicus är en ringmaskart som beskrevs av Zunareli Vandini 1967. Microphthalmus tyrrhenicus ingår i släktet Microphthalmus och familjen Hesionidae. Inga underarter finns listade i Catalogue of Life.